# Ardatow (Mordwinien)
Ardatow (russisch Арда́тов, ersjanisch Орданьбуе, Ordanbuje) ist eine Kleinstadt in der Republik Mordwinien (Russland) mit 9400 Einwohnern (Stand 14. Oktober 2010).

## Geographie
Die Stadt liegt etwa 100 km nordöstlich der Republikhauptstadt Saransk am Alatyr, einem linken Nebenfluss der in die Wolga mündenden Sura. Die Stadt ist nicht zu verwechseln mit der gleichnamigen Siedlung städtischen Typs (und ehemaligen Stadt) Ardatow in der benachbarten Oblast Nischni Nowgorod.
Ardatow ist Verwaltungszentrum des gleichnamigen Rajons.

## Geschichte
Ardatow wurde erstmals 1671 als Dorf Ardatowo (Арда́тово) urkundlich erwähnt und erhielt 1780 Stadtrecht.

## Bevölkerungsentwicklung
| Jahr | Einwohner |
| ---- | --------- |
| 1897 | 4.838     |
| 1939 | 7.360     |
| 1959 | 9.932     |
| 1979 | 9.192     |
| 1989 | 10.027    |
| 2002 | 9.587     |
| 2010 | 9.400     |

Anmerkung: Volkszählungsdaten

## Söhne und Töchter von Ardatow
- Michail Gernet (1874–1953), Kriminologe und Rechtshistoriker
- Alexandra Tjaschowa (1901–1978), Geologin und Paläontologin
- Pjotr Chrustaljow (1904–1979), Generalmajor[2]
- Ljudmila Tatjanitschewa (1915–1980), Journalistin und Dichterin
- Iļja Vestermans (1915–2005), Fußballspieler
- Ija Arepina (1930–2003), Schauspielerin
- Wladimir Litjuschkin (* 1948), Politiker[3]